# Kamienica przy ulicy Szewskiej 21 w Krakowie
Kamienica przy ulicy Szewskiej 21 – zabytkowa kamienica, znajdująca się w Krakowie, w dzielnicy I przy ul. Szweskiej, na Starym Mieście.
Pierwotny budynek został wzniesiony w XV wieku. Na przełomie XVI i XVII wieku, w 1818 i 1844 była przebudowywana. W 1876 roku odbyła się nadbudowa trzeciego piętra kamienicy.
19 lutego 1968 kamienica została wpisana do rejestru zabytków. Znajduje się także w gminnej ewidencji zabytków.